# Viviane Reding
Pour les articles homonymes, voir Reding.
Viviane Reding, née le 27 avril 1951 à Esch-sur-Alzette au Luxembourg, est une journaliste et femme politique luxembourgeoise, membre du Parti populaire chrétien-social (CSV), dont elle est vice-présidente de 1995 à 1999.
Elle est membre de la Commission européenne de 1999 à 2014, commissaire successivement à l'éducation, à la culture, au multilinguisme et à la jeunesse, puis à la société de l'information et aux médias, enfin à la justice, aux droits fondamentaux et à la citoyenneté. Elle est députée au Parlement européen de 2014 à 2018.

## Biographie

### Études et carrière journalistique
Née le 27 avril 1951 à Esch-sur-Alzette, au Luxembourg, elle étudie à la Sorbonne à Paris. De 1978 à 1999, elle est journaliste comme éditorialiste au quotidien luxembourgeois Luxemburger Wort. Elle dirige par ailleurs l'Union luxembourgeoise des journalistes de 1986 à 1998.

### Vie privée
Viviane Reding a été mariée et est mère de trois enfants.

### Carrière politique
Elle commence une carrière politique en 1979 en se faisant élire députée au Luxembourg. En 1989, elle est parmi les six députés luxembourgeois élus au Parlement européen. Réélue en 1994, elle le reste jusqu'à sa nomination en 1999 à la Commission européenne, où elle est chargée de l'éducation, la culture, la jeunesse, les médias et les sports.
En 2004, dans la Commission Barroso I, elle devient commissaire chargée de la société de l'information et des médias. Ses services parviennent à imposer aux opérateurs téléphoniques européens la réforme des tarifs de roaming.
Dans la Commission Barroso II, elle remplit une troisième fonction en devenant vice-présidente et commissaire chargée de la justice, des droits fondamentaux et de la citoyenneté. Elle s'attache fortement à promouvoir la place des femmes dans les conseils d'administration des sociétés cotées en bourse.
Elle est un conseiller du think tank transatlantique European Horizons.

### Polémiques
Viviane Reding est critiquée lors d'une polémique au Luxembourg concernant un passe-droit dont aurait bénéficié son aide ménagère philippine pour obtenir un titre de séjour,.
En septembre 2010, elle compare implicitement la politique de la France à l'égard des camps de Roms à celle de l'Allemagne durant la Seconde Guerre mondiale : « Les circonstances donnent l'impression que des personnes sont renvoyées d'un État membre juste parce qu'elles appartiennent à une certaine minorité ethnique. Je pensais que l'Europe ne serait plus le témoin de ce genre de situation après la [Seconde] Guerre mondiale » affirme-t-elle, en réaction à la circulaire française du 5 août 2010 ciblant spécifiquement les Roms pour les expulsions. Viviane Reding a déclaré quelques jours plus tard qu'elle n'avait jamais voulu « établir un parallèle entre la [Seconde] Guerre mondiale et les actions du gouvernement français d'aujourd'hui ». Elle recevra à cette occasion le soutien du Premier ministre luxembourgeois Jean-Claude Juncker, puis, de Zoni Weisz (en), rescapé de l'Holocauste, invité d'honneur du Parlement allemand lors de la séance formelle de commémoration de la journée des victimes du nazisme le 27 janvier 2011. En conséquence, la France a dû adapter sa législation nationale aux exigences de la directive européenne de 2004 sur la libre circulation.[source insuffisante].

## Conflits d’intérêt entre activités parlementaires et intérêts industriels
Viviane Reding cumule, à côté de ses responsabilités parlementaires, des responsabilités dans des entreprises privées, proches des domaines que sa fonction est censée encadrer juridiquement, ce qui fait suspecter aux observatoires de déontologie politique un risque de conflit d’intérêts et de lobbying. Elle occupe entre autres un poste au sein d'Agfa-Gevaert (une multinationale de l'imagerie médicale), un autre dans la compagnie minière Nyrstar, et un autre à la fondation Bertelsmann, un think tank allemand financé par l'une des plus grosses entreprises médiatiques au monde.
À partir de novembre 2014, Viviane Reding siége au conseil d’administration de Nyrstar, une multinationale belge, spécialisée dans le zinc alors que les codes de bonne conduite qui portent sur les activités professionnelles des commissaires sortants prévoient une transition de 18 mois entre la fin du mandat public et une nouvelle occupation dans le privé afin d’éviter tout conflit d’intérêt. Pendant cette période de transition, les commissaires sortants ont droit à entre 40 et 70 % de leurs anciens salaires qui tournent, avec les allocations, autour de 25 000 euros par mois. Elle assure qu’elle ne participerait pas, en tant que députée européenne, aux débats ou votes concernant le secteur minier. Des organisations non-gouvernementales dénoncent son opportunisme.

## Mandats et fonctions

### Mandats électifs
- 1979-1989 : député
  - président de la commission des affaires sociales
  - membre du bureau de la chambre des députés
  - membre de l'Assemblée parlementaire du Benelux
- 1981-1993 : conseiller municipal d'Esch-sur-Alzette
- 1989-1999 : député européen (PPE)
  - 1989-1992 : président de la commission des pétitions
  - 1992-1994 : vice-président de la commission des affaires sociales
  - 1994-1999 : vice-président de la commission des libertés civiles et des affaires intérieures
- 2009 : élue député européen (PPE)

### Fonctions à la Commission européenne
- 1999-2004 : commissaire à l'éducation, à la culture, au multilinguisme et à la jeunesse
- 2004-2009 : commissaire à la société numérique
- 2010-2014 : vice-présidente et commissaire à la justice, aux droits fondamentaux et à la citoyenneté

## Distinctions
- Espagne - Creu de Sant Jordi (Distinction décernée par la Généralité de Catalogne en 1992).
- Pologne - Médaille du Mérite culturel polonais Gloria Artis[11].
- Taipei, Taiwan - Grande Médaille de la diplomatie délivrée par le ministre des Affaires Etrangères Joseph Wu [吳釗燮] en 2022 [12]